# Thomas Greiner
Thomas Greiner   (Dresden, 3 de maig de 1963) és un remer alemany, ja retirat, que va competir sota bandera de la República Democràtica Alemanya durant la dècada de 1980.
El boicot soviètic li impedí participar en els Jocs Olímpics de Los Angeles de 1984. El 1988 va prendre part en els Jocs Olímpics d'Estiu de Seül, on va guanyar la medalla d'or en la prova del quatre sense timoner del programa de rem.
En el seu palmarès també destaquen set medalles al Campionat del món de rem, quatre d'or i tres de bronze, entre les edicions de 1982 i 1990, així com tres campionats de l'Alemanya Oriental.